# Eriopithex
Eriopithex là một chi bướm đêm thuộc họ Geometridae.

## Các loài
- Eriopithex ishigakiensis (Inoue, 1971)
- Eriopithex lanaris Warren, 1896
- Eriopithex recensitaria (Walker, 1862)